# 11016 Borisov
11016 Borisov eller 1982 SG12 är en asteroid i huvudbältet som upptäcktes den 16 september 1982 av den ryska astronomen Ljudmila Tjernych vid Krims astrofysiska observatorium på Krim. Den är uppkallad efter Vladimir Aleksandrovitj Borisov.
Asteroiden har en diameter på ungefär tre kilometer.